# Западная конференция (КХЛ)
Западная конференция — одна из двух конференций в Континентальной хоккейной лиге, которая используется для разделения команд, участвующих в турнире, по географическому принципу.
Конференция была создана в 2009 году. В её состав входят два дивизиона: Дивизион Боброва и Дивизион Тарасова.

## Состав конференции (на сезон 2025/26)
В сезоне 2025/26 в Западной конференции КХЛ сыграют 11 команд – пять в Дивизионе Боброва и шесть в Дивизионе Тарасова. 
В регулярном чемпионате каждая команда проведет 68 матчей. 42 из них с каждой командой КХЛ, ещё 20 – с каждой командой своей конференции и оставшиеся шесть с принципиальными соперниками.
| Дивизион             | Команда              | Город                | Арена (вместимость)             | Основан              | в КХЛ                | Главный тренер       | Капитан              | Последняя победа в Кубке Гагарина |
| Западная конференция | Западная конференция | Западная конференция | Западная конференция            | Западная конференция | Западная конференция | Западная конференция | Западная конференция | Западная конференция              |
| Дивизион Боброва     |                      |                      |                                 |                      |                      |                      |                      |                                   |
| -------------------- | -------------------- | -------------------- | ------------------------------- | -------------------- | -------------------- | -------------------- | -------------------- | --------------------------------- |
| Дивизион Боброва     | СКА                  | Санкт-Петербург      | «Ледовый Дворец» (12 300)       | 1946                 | 2008                 | Игорь Ларионов       |                      | 2017                              |
| Дивизион Боброва     | Сочи                 | Сочи                 | ЛД «Большой» (12 000)           | 2014                 | 2014                 | Вячеслав Козлов      | Кирилл Рассказов     |                                   |
| Дивизион Боброва     | Спартак              | Москва               | «Мегаспорт» (12 396)            | 1946                 | 2008                 | Алексей Жамнов       | Дмитрий Вишневский   |                                   |
| Дивизион Боброва     | Торпедо              | Нижний Новгород      | КРК «Нагорный» (5 500)          | 1946                 | 2008                 | Алексей Исаков       | Вячеслав Войнов      |                                   |
| Дивизион Боброва     | Лада                 | Тольятти             | «Лада Арена» (6 000)            | 1976                 | 2022                 | Борис Миронов        | Михаил Фисенко       |                                   |
| Дивизион Тарасова    | Динамо               | Минск                | «Минск-Арена» (15 086)          | 1976                 | 2008                 | Дмитрий Квартальнов  | Андрей Стась         |                                   |
| Дивизион Тарасова    | Динамо               | Москва               | «ВТБ Арена» (10 523)            | 1946                 | 2008                 | Алексей Кудашов      | Никита Гусев         | 2013                              |
| Дивизион Тарасова    | Куньлунь Ред Стар    | Пекин                | «СКА Арена» (21 500)            | 2016                 | 2016                 |                      | Брэндон Ип           |                                   |
| Дивизион Тарасова    | Локомотив            | Ярославль            | «Арена-2000. Локомотив» (9 070) | 1959                 | 2008                 |                      | Александр Елесин     |                                   |
| Дивизион Тарасова    | Северсталь           | Череповец            | «Ледовый дворец» (5 536)        | 1956                 | 2008                 | Андрей Козырев       | Адам Лишка           |                                   |
| Дивизион Тарасова    | ЦСКА                 | Москва               | «ЦСКА Арена» (12 100)           | 1946                 | 2008                 | Игорь Никитин        | Никита Нестеров      | 2023                              |

## Победители конференции
В первый сезон КХЛ, 2008/09, в лиге не было разделения на конференции, но начиная с сезона 2009/10 команды были поделены на две конференции.
| Сезон   | Победитель в регулярном чемпионате | Победитель конференции в плей-офф |
| ------- | ---------------------------------- | --------------------------------- |
| 2009/10 | СКА                                | ХК МВД                            |
| 2010/11 | Локомотив                          | Атлант                            |
| 2011/12 | СКА                                | Динамо М                          |
| 2012/13 | СКА                                | Динамо М                          |
| 2013/14 | Динамо М                           | Лев                               |
| 2014/15 | ЦСКА                               | СКА                               |
| 2015/16 | ЦСКА                               | ЦСКА                              |
| 2016/17 | ЦСКА                               | СКА                               |
| 2017/18 | СКА                                | ЦСКА                              |
| 2018/19 | ЦСКА                               | ЦСКА                              |
| 2019/20 | ЦСКА                               | Не определялся                    |
| 2020/21 | ЦСКА                               | ЦСКА                              |
| 2021/22 | СКА                                | ЦСКА                              |
| 2022/23 | СКА                                | ЦСКА                              |

Три команды Западной конференции КХЛ становились обладателями Кубка Гагарина – московское «Динамо» (2012, 2013), СКА (2015, 2017) и ЦСКА (2019, 2022, 2023).